# Objets en résonance avec Neptune
De nombreux objets ont des orbites en résonance avec celle de la planète Neptune (résonance de moyen mouvement). De façon plus explicite, la période de révolution de ces corps est dans un rapport simple avec celle de Neptune : 1:1, 1:2, 2:3, 3:5, etc.
En dehors des troyens de Neptune (objets en résonance 1:1), les autres objets sont tous des objets transneptuniens (OTN). Les OTN en résonance avec Neptune font partie de la population principale de la ceinture de Kuiper ou des objets épars plus lointains.

## Répartition

Répartition des objets transneptuniens, ceux qui sont en résonance sont en rouge.

Le schéma illustre la distribution des objets transneptuniens connus (jusqu'à 70 UA) en relation avec les orbites des planètes ainsi que des centaures pour référence. Les objets en résonance sont représentés en rouge. Les résonances avec Neptune sont indiquées par des traits verticaux; 1:1 marque la position de l'orbite de Neptune (et des troyens), 2:3 l'orbite de Pluton et des plutinos, 1:2, 2:5, etc. indique de petites familles.
Certains auteurs s'en tiennent à la désignation 2:3 alors que d'autres préfèrent 3:2. Cela pourrait porter à confusion. La déclaration « Pluton est en résonance 2:3 avec Neptune » ne peut donc qu'être interprétée comme « Pluton parcourt deux orbites dans le même temps que Neptune en parcourt trois ». À l'inverse, dire que « Pluton est en résonance 3:2 avec Neptune » doit alors être compris comme « la période de révolution de Pluton est 3:2 (1,5) fois celle de Neptune ».

## Origine
Des études analytiques et numériques détaillées des résonances avec Neptune ont montré que les marges sont assez étroites (c'est-à-dire que les objets doivent avoir précisément une certaine valeur énergétique). Si le demi-grand axe de ces objets est en dehors de ces fourchettes, l'orbite devient chaotique et les éléments orbitaux deviennent instables.
Plus de 10 % des OTN ont une résonance 2:3, ce qui est loin d'être aléatoire. On croit maintenant que les objets ont été recueillis sur des distances plus grandes pendant la migration de Neptune.
Bien avant la découverte des premiers OTN, il était suggéré que l'interaction entre les planètes géantes et un disque de petites particules serait, par transfert du moment, les ferait migrer vers l'intérieur tandis que Jupiter, Saturne, Uranus et Neptune en particulier migreraient vers l'extérieur. Au cours de cette période relativement courte, Neptune aurait piégé des objets sur des orbites en résonance.

## Population connue
Les groupes de résonance sont ici listés par ordre de distance croissante au Soleil. Dans les titres, a désigne le demi-grand axe et P la période orbitale. Pour rappel : 1 ua (unité astronomique) = 149 597 870 700 m ~ 149,6 millions de kilomètres ~ 8,3 minutes-lumière.

### Objets en résonance 1:1: les coorbitaux de Neptune (a~ 30,1 ua;P~ 165 ans)
31 troyens de Neptune sont répertoriés par le Centre des planètes mineures au 30 novembre 2023. En plus, il y a 9 autres candidats.
- (316179) 2010 EN65
- (385571) Otrera
- (385695) Clete
- (523746) 2014 UT114
- (527604) 2007 VL305
- (530662) 2011 SO277
- (530930) 2011 WG157
- (612243) 2001 QR322
- (613490) 2006 RJ103
- (666793) 2010 TS191
- (670321) 2013 NT33
- (685703) 2010 DF106
- 2004 KV18
- 2005 TN53
- 2008 LC18
- 2010 TT191
- 2011 HM102
- 2012 UD185
- 2012 UV177
- 2012 UW177
- 2013 KY18
- 2013 RC158
- 2013 RL124
- 2013 TK227
- 2013 TZ187
- 2013 VX30
- 2014 QO441
- 2014 QP441
- 2014 RO74
- 2014 SC374
- 2014 UU240
- 2014 YB92
- 2015 RW277
- 2015 VU207
- 2015 VV165
- 2015 VW165
- 2015 VX165
- 2019 GA143

Par ailleurs, (309239) 2007 RW10 est un quasi-satellite temporaire de Neptune, tandis 2010 KR59 est sur une orbite en fer à cheval.

### Objets en résonance 4:5(a~ 34,9 ua;P~ 206 ans)
Une population d'objets résonants orbite à 34,7 UA. En avril 2025, il y a 18 corps confirmés à 34,7 UA:
- (79969) 1999 CP133
- (127871) 2003 FC128
- (131697) 2001 XH255
- (308460) 2005 SC278
- (427581) 2003 QB92
- (432949) 2012 HH2
- (593617) 2015 RN278
- 1993 RP
- 2002 GW32
- 2013 SD112
- 2013 SL112
- 2013 TS187
- 2014 UC225
- 2015 RR278
- 2015 SV20
- 2015 TR361
- 2022 FH9
- 2023 PA5

### Objets en résonance 3:4(a~ 36,5 ua;P~ 220 ans)
Cette résonance à 36,0 UA est la plus proche des résonances communes de la ceinture de Kuiper. En mai 2025, 52 objets confirmés et 3 objets possibles sont en résonance 3:4 avec Neptune. Parmi les objets numérotés, ils sont:
- (15836) 1995 DA2
- (143685) 2003 SS317
- (523646) 2010 VL201
- (523955) 1998 UU43
- (524457) 2002 FW6
- (533211) 2014 DU143
- (535019) 2014 WE509
- (555756) 2014 DH143
- (559178) 2015 BM518
- (612045) 2000 CQ104
- (612953) 2005 ER318
- (691721) 2014 QY441, le plus grand

### Objets en résonance 5:7 (a ~ 37,6 ua; P ~ 230 ans)
- 2013 RD157

### Objets en résonance 7:10 (a ~ 38,1 ua; P ~ 234 ans)
- 2014 UF229

### Objets en résonance 2:3: les plutinos (a~ 39,4 ua;P~ 247 ans)

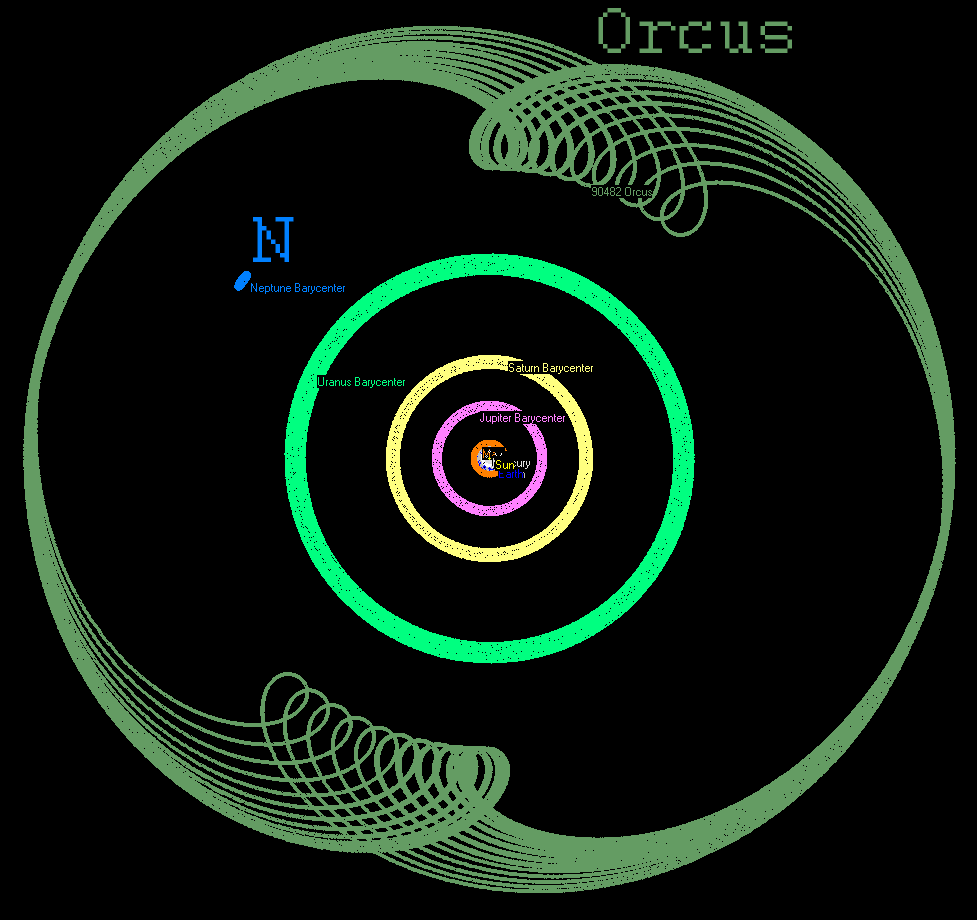
L'orbite d'Orcus dans un référentiel en rotation avec une période égale à celle de l'orbite de Neptune qui est représenté en blanc, stationnaire à 315°.

Cette résonance à 39,4 UA est la population la plus dominante de toutes les résonances. En 2025, 577 sont dénombrés. Grands, plutinos numerotés comprennent:
- (134340) Pluton
- (90482) Orcus
- (208996) 2003 AZ84
- (28978) Ixion
- (455502) 2003 UZ413
- (678191) 2017 OF69
- (612533) 2002 XV93
- (470308) 2007 JH43
- (84922) 2003 VS2
- (556068) 2014 JR80
- (578993) 2014 JP80
- (38628) Huya
- (469372) 2001 QF298
- (444745) 2007 JF43
- (15789) 1993 SC
- (33340) 1998 VG44
- (144897) 2004 UX10
- (532092) 2013 HU156
- (523768) 2014 WQ510
- (523760) 2014 WQ509
- (575713) 2011 UT410
- (469421) 2001 XD255
- (620075) 2013 CD223
- (523655) 2011 VJ24
- (533209) 2014 DR143
- (690822) 2014 MH70
- (686150) 2010 RK190
- (671593) 2014 NT86
- (168703) 2000 GP183
- (120216) 2004 EW95
- (612581) 2003 QX111
- (728216) 2010 LB136
- (523715) 2014 KU101
- (47171) Lempo
- (531077) 2012 DB99
- (523644) 2010 VX11
- (525258) 2004 VT75
- (524216) 2001 RU143
- (556067) 2014 JK80
- (450265) 2003 WU172
- (524460) 2002 GF32
- (666185) 2009 YT26
- (55638) 2002 VE95
- (504555) 2008 SO266
- (307463) 2002 VU130
- (523717) 2014 KY101
- (508823) 2001 RX143
- (535029) 2014 WG510
- (523697) 2014 GY53
- (535231) 2014 YJ50
- (612574) 2003 QB91
- (385445) 2003 QH91

### Objets en résonance 7:11 (a ~ 40,4 ua; P ~ 256 ans)
- (555915) 2014 GX53

### Objets en résonance 5:8 (a ~ 41,5 ua; P ~ 264 ans)
- (523741) 2014 TY85
- (533398) 2014 GA54
- 2017 EJ53
- 2018 MF13
- 2019 GK196

### Objets en résonance 3:5(a~ 42,3 ua;P~ 275 ans)
Cette résonance à 42,4 UA pourrait être la deuxième résonance la plus importante après celle des plutinos. En 2025, 83 objets sont suspectés ou confirmés comme étant en résonance 3:5 avec Neptune. Parmi les objets numérotés, ils sont:
- (15809) 1994 JS
- (126154) 2001 YH140
- (143751) 2003 US292
- (149349) 2002 VA131
- (434709) 2006 CJ69
- (469420) 2001 XP254
- (469584) 2003 YW179
- (470523) 2008 CS190
- (499514) 2010 OO127
- (503883) 2001 QF331
- (523677) 2013 UF15
- (523688) 2014 DK143
- (523731) 2014 OK394
- (523743) 2014 TA86
- (529780) 2010 MQ116
- (530839) 2011 UK411
- (532183) 2012 UC178
- (534074) 2014 QZ441
- (534314) 2014 SJ349
- (535022) 2014 WN509
- (543754) 2014 OL394
- (612086) 1999 CX131
- (613087) 2005 SE278
- (613100) 2005 TN74
- (613468) 2006 QQ180
- (669235) 2012 TC324

### Objets en résonance 7:12(a~ 43,0 ua;P~ 283 ans)
- (136108) Hauméa
- 2015 RP278

### Objets en résonance 4:7(a~ 43,7 ua;P~ 289 ans)
Une autre population d'objets gravite autour de 43,5 UA. En 2025, 109 objets sont en résonance 4:7 avec Neptune. Les objets dont les orbites sont bien établies comprennent:
- (60620) 2000 FD8
- (118378) 1999 HT11
- (118698) 2000 OY51
- (119066) 2001 KJ76
- (119067) 2001 KP76
- (119070) 2001 KP77
- (119956) 2002 PA149
- (129772) 1999 HR11
- (135024) 2001 KO76
- (135742) 2002 PB171
- (181871) 1999 CO153
- (385446) Manwë
- (385527) 2004 OK14
- (469306) 1999 CD158
- (500828) 2013 GR136
- (508792) 2000 FX53
- (523742) 2014 TZ85
- (525816) 2005 SF278
- (530055) 2010 VW224
- (531917) 2013 BN82
- (532039) 2013 FR28
- (533028) 2014 AL55
- (535988) 2015 BU518
- (536922) 2015 FP345
- (559179) 2015 BR518
- (612240) 2001 QE298
- (612793) 2004 PW107
- (692887) 2015 BP518

### Objets en résonance 5:9(a~ 44,5 ua;P~ 295 ans)
Les archives de Johnston comptent 11 objets en 2025:
- (437915) 2002 GD32
- (525257) 2004 VS75
- 2000 FR53
- 2001 KL76
- 2006 HD123
- 2012 HE85
- 2015 FO400
- 2019 CT31
- 2020 DH6
- 2020 KQ11
- VNH0021

### Objets en résonance 6:11(a~ 45,1 ua;P~ 302 ans)
- 2010 LQ68
- 2013 RY155
- (182294) 2001 KU76
- (505477) 2013 UM15
- (523725) 2014 MC70

### Objets en résonance 3:6(a~ 46,8 ua;P~ 318 ans)
- 2013 TA228

### Objets en résonance 1:2: lestwotinos(a~ 47,8 ua;P~ 330 ans)
Ils ont souvent été considérés comme définissant le bord extérieur de la ceinture de Kuiper. Il y en a beaucoup moins que de plutinos. Les archives de Johnston comptent 142 à partir de 2025. On pense qu'à l'origine, ces objets étaient nombreux sous forme de plutinos, mais leur population a chuté jusqu'à celle des plutinos. Les objets dont les orbites sont bien établies comprennent:
- (119979) 2002 WC19
- (523671) 2013 FZ27
- (612931) 2005 CA79
- (308379) 2005 RS43
- (505679) 2014 WT69
- (487581) 2015 BE519
- (312645) 2010 EP65
- (576256) 2012 JH67
- (523617) 2007 PS45
- (523691) 2014 DO143
- (26308) 1998 SM165
- (554856) 2013 CF229
- (469505) 2003 FE128
- (495189) 2012 VR113
- (612892) 2004 TV357
- (612524) 2002 VD130
- (554102) 2012 KW51
- (620502) 2004 HP79
- (531074) 2012 DX98
- (612176) 2000 QL251
- (669535) 2012 XR157
- (621861) 2011 EY90
- (534626) 2014 UT224
- (535025) 2014 WT509
- (130391) 2000 JG81
- (524189) 2001 FQ185
- (757460) 2003 UP292
- (500880) 2013 JJ64
- (577578) 2013 GW136
- (470083) 2006 SG369
- (137295) 1999 RB216
- (583751) 2016 NZ90
- (20161) 1996 TR66
- (500877) 2013 JE64
- (581804) 2015 KN167
- (612051) 1997 SZ10

### Objets en résonance 6:13(a~ 50,4 ua;P~ 358 ans)
- 2014 FF72

### Objets en résonance 5:11(a~ 51,2 ua;P~ 363 ans)
- 2013 RM109

### Objets en résonance 4:9(a~ 51,7 ua;P~ 371 ans)
- (42301) 2001 UR163
- (182397) 2001 QW297
- (659889) 2021 GV122
- 2001 KG76
- 2013 SP112
- 2019 EH7

### Objets en résonance 3:7(a~ 53,0 ua;P~ 385 ans)
Les archives de Johnston en comptent 17 en 2025:
- (95625) 2002 GX32
- (131696) 2001 XT254
- (181867) 1999 CV118
- (183964) 2004 DJ71
- (495297) 2013 TJ159
- (500882) 2013 JN64
- (523624) 2008 CT190
- 2002 CZ248
- 2011 CW119
- 2013 SR102
- 2013 SX112
- 2013 TN187
- 2014 WJ602
- 2015 QV33
- 2016 RL82
- 2019 ET5
- 2019 UU173

### Objets en résonance 5:12(a~ 54,0 ua;P~ 395 ans)
- (79978) 1999 CC158
- (119878) 2002 CY224
- 2011 BT163
- 2015 AR293
- 2015 RS278
- 2019 CM31

### Objets en résonance 2:5(a~ 55,4 ua;P~ 412 ans)
Cette résonance à 55,3 UA est la plus éloignée des résonances communes de la ceinture de Kuiper. En 2025, 84 sont suspectées ou confirmées. Les objets dont l'orbite est bien établie à 55,3 UA comprennent:
- (26375) 1999 DE9
- (38084) 1999 HB12
- (60621) 2000 FE8
- (69988) 1998 WA31
- (84522) 2002 TC302 (planète naine potentielle)
- (119068) 2001 KC77
- (135571) 2002 GG32
- (143707) 2003 UY117
- (471151) 2010 FD49
- (471172) 2010 JC80
- (472235) Zhulong
- (495603) 2015 AM281
- (523713) 2014 JX80
- (523769) 2014 WS510
- (524365) 2001 XQ254
- (525815) 2005 SD278
- (531017) 2012 BA155
- (535991) 2015 BD519
- (544430) 2014 UW224
- (556004) 2014 HA200
- (558095) 2014 WA536
- (612350) 2002 GP32
- (612891) 2004 TT357
- (616560) 2005 XN113
- (666182) 2009 YG19

### Objets en résonance 3:8(a~ 57,9 ua;P~ 440 ans)
- (82075) 2000 YW134
- (542258) 2013 AP183
- 2011 BU163
- 2014 UE228
- 2017 BL232
- 2020 FB31

### Objets en résonance 4:11(a~ 59,0 ua;P~ 453 ans)
- (612101) 1999 RJ215
- (500879) 2013 JH64

### Objets en résonance 1:3: lesthreetinos(a~ 62,6 ua;P~ 495 ans)
Les archives de Johnston recensent 27 objets en résonance 1:3 avec Neptune à 62,5 UA en 2025
- (136120) 2003 LG7
- (385607) 2005 EO297
- (613469) 2006 QJ181
- (649172) 2010 XE91
- (686073) 2010 PT66
- 2004 VU130
- 2006 SF369
- 2010 MR116
- 2011 CY119
- 2011 US411
- 2013 RF157
- 2013 UB17
- 2014 FX71
- 2014 SD350
- 2014 SK404
- 2014 SR373
- 2014 WA556
- 2015 GA55
- 2015 KY173
- 2015 RA278
- 2015 RZ277
- 2015 UH87
- 2015 VM166
- 2015 VN166
- 2016 SO56
- 2019 GZ129
- 2021 LQ43

### Objets en résonance 4:13(a~ 66,0 ua;P~ 536 ans)
- 2006 QH181
- 2009 DJ143
- 2015 RS281

### Objets en résonance 3:10(a~ 67,2 ua;P~ 549 ans)
- (225088) Gonggong (planète naine potentielle)
- 2011 UQ412
- 2014 RM74

### Objets en résonance 2:7(a~ 69,4 ua;P~ 580 ans)
Une population d'objets gravite autour de 69,0 UA. En 2025, 19 objets sont en résonance 2:7 avec Neptune.
- (160148) 2001 KV76
- (471143) Dziewanna
- 2005 GX206
- 2006 HX122
- 2009 KN30
- 2013 TM172
- 2013 TX227
- 2014 QC442
- 2014 QS510
- 2014 UB277
- 2014 XB48
- 2015 KO174
- 2015 TW361
- 2015 VR167
- 2016 SE56
- 2016 TA95
- 2017 BL231
- 2021 CK46
- 2022 HQ19

### Objets en résonance 3:11(a~ 72,4 ua;P~ 606 ans)
- 2013 AR183
- 2015 DX249
- 2015 RV334
- 2017 ES51
- (534627) 2014 UV224

### Objets en résonance 1:4: lesfourtinos(a~ 75,8 ua;P~ 660 ans)
Johnston's Archive note dix objets en résonance 1:4 avec Neptune à 75,8 UA
- 2003 LA7
- 2008 UA332
- 2011 UP411
- 2013 SF106
- 2014 SO350
- 2015 HY195
- 2015 KZ173
- 2015 RB278
- 2015 VO166
- 2017 AC64

### Objets en résonance 5:21(a~ 79,3 ua;P~ 705 ans)
- (574372) 2010 JO179

### Objets en résonance 2:9(a~ 82,2 ua;P~ 742 ans)
- (523794) 2015 RR245
- (721572) 2003 UA414
- 2018 VG18

### Objets en résonance 1:5: lesfivetinos(a~ 90,0 ua;P~ 820 ans)
- (667161) 2011 BP170
- 2007 FN51
- 2007 LF38
- 2013 RM124
- 2013 TN228
- 2015 VS207
- 2017 SE277

### Objets en résonance 2:11(a~ 93,7 ua;P~ 906 ans)
- (613037) 2005 RP43
- 2011 HO60
- 2014 FJ72
- 2014 QR562

### Objets en résonance 1:6: lessixtinos(a~ 99,3 ua;P~ 989 ans)
- (528381) 2008 ST291
- (668381) 2011 WJ157
- 2020 KS11
- 2021 QJ98

### Objets en résonance 1:7(a~ 110,0 ua;P~ 1154 ans)
- 2014 SD403

### Objets en résonance 1:8(a~ 120,2 ua;P~ 1318 ans)
- 2014 RV86

### Objets en résonance 1:9(a~ 130,1 ua;P~ 1483 ans)
- 2006 AM98
- 2007 TC434
- 2015 KE172

### Objets en résonance 1:10(a~ 139,5 ua;P~ 1648 ans)
- 2014 SQ403

### Objets en résonance 1:11(a~ 148 ua;P~ 1812 ans)
- (543735) 2014 OS394

### Objets en résonance 1:12(a~ 158,5 ua;P~ 2004 ans)
- 2016 EC366?
- 2016 GA277?

### Objets en résonance 1:16(a~ 198,5 ua;P~ 2800 ans)
- 2003 SS422

### Résonances posibles
3:16 , 5:16 , 5:17 , 8:35 , 9:11, 10:21 etc.

## Coïncidences ou véritables résonances
Les résonances faibles (c'est-à-dire d'ordre élevé) peuvent exister et sont difficiles à prouver en raison de l'absence actuelle de précision dans les orbites de ces objets éloignés. De nombreux objets ont des périodes orbitales de plus de 300 ans et n'ont été observés que sur un arc d'observation court ; en raison de leur grande distance et du mouvement lent par rapport aux étoiles d'arrière-plan, il faudra peut-être plusieurs décennies pour que la plupart de ces orbites lointaines soient déterminées assez précisément pour confirmer la résonance ou établir qu'il s'agit d'une coïncidence.
Des simulations de Emel'yanenko et de Kiseleva en 2007 montrent que (131696) 2001 XT254 est en résonance 7:3 avec Neptune. Cette situation pourrait être stable de 100 millions à plusieurs milliards d'années.
Emel’yanenko et Kiseleva ont aussi montré que (48639) 1995 TL8 a moins de 1 % de probabilité d'être en résonance 7:3 avec Neptune, mais son orbite est pourtant proche d'une résonance.

## Remarque
On appelle ordre d'une résonance la différence entre les deux nombres composant le rapport irréductible de la résonance. Ainsi, les résonances 1:2 et 2:3 sont d'ordre 1, la résonance 3:5 est d'ordre 2 et la résonance 5:12 est d'ordre 7. Plus l'ordre d'une résonance est forte, moins Neptune a une influence importante sur les objets situés sur cette résonance. C'est ainsi qu'on assiste à la contradiction suivante, certains objets détachés pourraient avoir une résonance faible avec Neptune, de même pour certains cubewanos tels que (79360) Sila. Ultérieurement des observations plus nombreuses pourraient préciser s'il s'agit de résonance ponctuelles ou non.

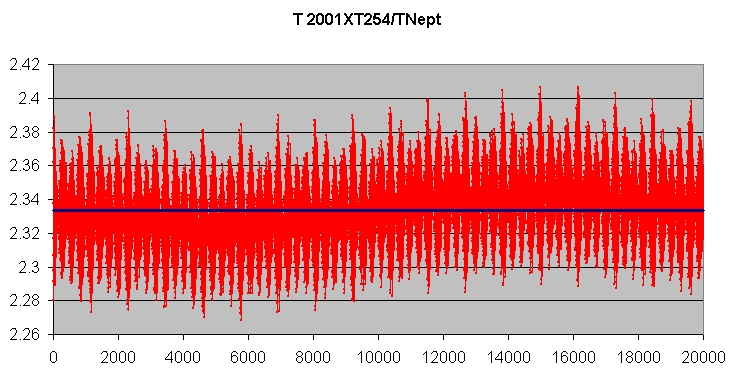
a une orbite en résonance 7:3 avec Neptune.

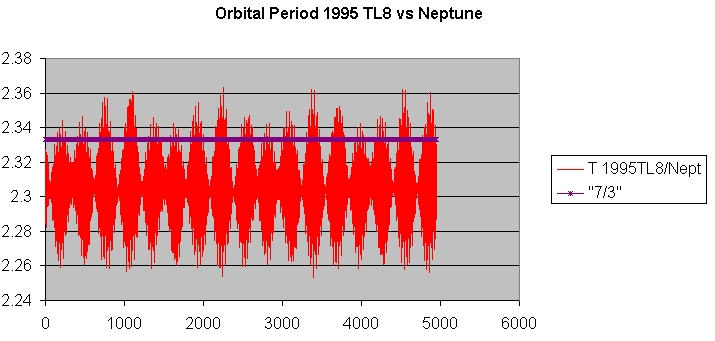
n'est pas en résonance 7:3 avec Neptune.

## Vers une définition
Les définitions précises des classes d'OTN ne sont pas universellement acceptées, les limites sont souvent floues et la notion de résonance n'est pas précisément définie. Le Deep Ecliptic Survey introduit des classes dynamiques définies sur la base de l'intégration à long terme des orbites façonnées par les perturbations combinées des quatre planètes géantes.
En général, la résonance est de la forme:
{\displaystyle p\cdot \lambda -q\cdot \lambda _{\rm {N}}}
où p et q sont de petits entiers, λ et λN sont respectivement les longitudes moyennes de l'objet et de Neptune, mais peuvent aussi représenter la longitude du périhélie et les longitudes des nœuds (voir Résonance orbitale pour des exemples élémentaires)
Un objet est résonant si pour certains petits entiers (notés ci-après p, q, n, m, r et s) , l'argument (angle) défini ci-dessous est en libration'(c'est-à-dire lié[pas clair])
{\displaystyle \phi =p\cdot \lambda -q\cdot \lambda _{\rm {N}}-m\cdot \varpi -n\cdot {\it {{\Omega }-r\cdot \varpi _{\rm {N}}-s\cdot \Omega _{\rm {N}}}}}
où {\displaystyle \varpi } sont les longitudes de périhélie et {\displaystyle {\it {\Omega }}} sont les longitudes des nœuds ascendants, pour Neptune (avec les indices "N") et l'objet en résonance (pas d'indices).
Le terme libration désigne ici l'oscillation périodique de l'angle autour de certaines valeurs ; il est opposé au terme circulation où l'angle peut prendre toutes les valeurs de 0 à 360 degrés. Par exemple, dans le cas de Pluton, l'angle de résonance {\displaystyle \phi } est d'environ 180 degrés avec une amplitude de l'ordre de 82 degrés, c'est-à-dire que l'angle varie périodiquement de 98 (180-82) à 262 (180+82) degrés.
Tous les plutinos découverts avec la Deep Ecliptic Survey se sont révélés être du type
{\displaystyle \phi =3\cdot \lambda -2\cdot \lambda _{\rm {N}}-\varpi }
ce qui est similaire à la résonance moyenne de Pluton.
Plus généralement, cette résonance 2:3 est un exemple de résonances p:(p+1) (exemple 1:2, 2:3, 3:4, etc.) qui se sont révélées être des orbites stables. Leur angle de résonance est :
{\displaystyle \phi =p\cdot \lambda -q\cdot \lambda _{\rm {N}}-(p-q)\cdot \varpi }
Dans ce cas, on peut comprendre l'importance de l'angle de résonance {\displaystyle \phi \,} en notant que, lorsque l'objet est au périhélie, c'est-à-dire quand {\displaystyle \lambda =\varpi }, on a alors :
{\displaystyle \phi =q\cdot (\varpi -\lambda _{\rm {N}})}.
Autrement dit, {\displaystyle \phi \,} donne une mesure de la distance entre le périhélie de l'objet à Neptune. L'objet est protégé de la perturbation en gardant son périhélie loin de Neptune à condition que {\displaystyle \phi \,}, ait une libration d'un angle très différent de 0°